# Полтавцев, Дмитрий Филиппович
Дми́трий Фили́ппович Полтавцев (8 ноября 1925 — 6 марта 2003) — разведчик моторизированного батальона автоматчиков 59-й гвардейской танковой бригады 8-й гвардейский танковый корпус, гвардии младший сержант, участник Великой Отечественной войны, кавалер ордена Славы трёх степеней.

## Биография
Родился 8 ноября 1925 года в деревне Стрижево Муромцевского района Тарского уезда Омской губернии (ныне совхоз «Береговой» Нижнеомского района Омской области) в семье крестьянина. Русский. Окончил семилетнюю школу. Работал учётчиком в колхозе.
В феврале 1943 года был призван в Красную армию Большеречинским райвоенкоматом Омской области. Был направлен в Омское военно-пехотное училище имени М. В. Фрунзе, но учёбу не закончил. Летом 1943 года, накануне Курской битвы, курсанты многих училищ были направлены в строевые части рядовыми и сержантами.
После запасного полка был направлен во 2-й танковый корпус, который находясь в резерве Юго-Западного фронта. Здесь был зачислен автоматчиком в мотострелковый батальон 99-й танковой бригады. В её составе, с 23 сентября 1943 года — 59-й гвардейской, прошёл весь боевой путь.
Боевое крещение получил на Курской дуге. 7 июля 1943 года бригада прибыла в район Похоровки и включена в состав Воронежского фронта. В дальнейшем вела наступательные бои на Левобережной Украине. В этих боях красноармеец Полтавцев заслужил первые боевые награды. 10 сентября в бою за село Новоселовка захватил пленного и доставил его в штаб бригады. Награждён медалью «За отвагу».
В октябре 1943 года в боях за удержание плацдарма на западном берегу реки Днепр, в бою за освобождение села Великий Букрин (Мироновский район, Киевская область) одним из первых достиг центра села, при отражении вражеских атак истребил более 10 гитлеровцев. Награждён орденом Красной Звезды.
В конце ноября 1943 года корпус выведен в резерв Ставки ВГК на доукомплектование и сосредоточился в районе Дарница (Киев). В мае 1944 года была включена в состав 2-й танковой армии 1-го Белорусского фронта. В составе 70-й и 47-й армий в ходе Люблин-Брестской операции участвовал в освобождении Западной Беларуси и Польши. В этих боях гвардии ефрейтор Полтавцев сражался уже как разведчик.
4 августа 1944 года в районе населённого пункта Михалув (Польша) гвардии ефрейтор Полтавцев при выполнении боевого задания в тылу врага был вынужден вступить в бой с группой фашистов из полевой жандармерии. Огнём из автомата и гранатами сразил 5 вражеских солдат, всю группу. Был представлен к награждению орденом Красной Звезды.
Приказом по частям 8-го гвардейского танкового корпуса от 23 августа 1944 года (№ 14/н) гвардии ефрейтор Полтавцев Дмитрий Филиппович награждён орденом Славы 3-й степени.
Через несколько дней снова отличился. 28 августа в бою в селе Воля-Ростовска гранатами уничтожил две пулемётные точки с расчётами, в результате пехота без потерь продвинулась вперёд. Награждён орденом Отечественной войны 1-й степени.
В ноябре 1944 года корпус вышел в резерв 2-го Белорусского фронта на доукомплектование. Вновь введён в бой 15 января 1945 года в составе 2-й ударной армии, участвовал в Млавско-Эльбингской операции.
30 января 1945 года, будучи в разведке в районе города Либштадт (ныне город Милаково, воеводство Ольштын, Польша), гвардии младший сержант Полтавцев обнаружил группу окапывающихся гитлеровцев. Скрытно подобрался к противнику и забросал его грантами, уничтожив 6 гитлеровцев и 2 пулемёта.
Приказом по войскам 2-го Белорусского фронта от 22 марта 1945 года (№ 281) гвардии младший сержант Полтавцев Дмитрий Филиппович награждён орденом Славы 2-й степени.
23 марта 1945 года находясь в поиске в тылу противника в районе населённых пунктов Леблау и Гросс Белькау на подступах к городу Данциг (ныне город Гданьск, Польша) гвардии младший сержант Полтавцев в течение суток 12 раз ходил в разведку. Благодаря ценным сведениям, командование приняло правильное решение и оба населённых пункта были взяты с минимальными потерями. При выполнении боевого задания захватил в плен 7 солдат противника, и истребил шестерых. Был представлен к награждению орденом Отечественной войны 2-й степени.
Приказом по войскам 8-го гвардейского танкового корпуса от 29 апреля 1945 года (№ 17/н) гвардии красноармеец Полтавцев Дмитрий Филиппович награждён орденом Славы 3-й степени (повторно, так как наградной лист был оформлен с ошибками: не верно указано воинское звание и не было отметок о награждении орденами Славы). Этот орден тогда остался не вручённым.
В одном из следующих боёв в конце марта 1945 года был тяжело ранен и направлен в госпиталь. В строй вернулся уже после Победы. В декабре 1947 года был уволен в запас.
Вернулся на родину. Работал бригадиром сварщиков 1-го треста СМУ-6 в городе Омск. Только через 35 лет после войны была исправлена ошибка с фронтовыми награждениями.
Указом Президиума Верховного Совета СССР от 29 декабря 1980 года приказ от 29 апреля 1945 года был отменён и Полтавцев Дмитрий Филиппович награждён орденом Славы 1-й степени. Стал полным кавалером ордена Славы.
Жил в городе Омск. Скончался 6 марта 2003 года. Похоронен на Северо-Восточном кладбище Омска.
Его именем названа улица в посёлке Крутая горка города Омск, на доме 2/2 по улице Полтавцева установлена аннотационная доска.

## Награды
- орден Отечественной войны I степени (21.09.1944)
- орден Отечественной войны I степени (1985)[3]
- Орден Красной Звезды (06.11.1943)[4]
- орден Славы I степени(29.12.1980)[5]
- орден Славы II степени(22.03.1945)[6]
- орден Славы III степени (23.08.1944)[7]
  - медали, в том числе:
  - «„За отвагу“» (30.09.1943)[8]
  - «В ознаменование 100-летия со дня рождения Владимира Ильича Ленина» (6 апреля 1970)
  - «За победу над Германией в Великой Отечественной войне 1941—1945 гг.» (1945)[9]
  - «20 лет Победы в Великой Отечественной войне 1941—1945 гг.» (7 мая 1965[10])
  - «30 лет Победы в Великой Отечественной войне 1941—1945 гг.»[11]
  - Медаль «Сорок лет Победы в Великой Отечественной войне 1941—1945 гг.»[12]
  - Юбилейная медаль «50 лет Победы в Великой Отечественной войне 1941—1945 гг.»[13]
  - «Ветеран труда»
  - «30 лет Советской Армии и Флота»[14]
  - «40 лет Вооружённых Сил СССР»[15]
  - «50 лет Вооружённых Сил СССР» (26 декабря 1967[16])
  - «60 лет Вооружённых Сил СССР» (28 января 1978[17])

- Знак «25 лет победы в Великой Отечественной войне» (1970)

## Память
- На могиле Героя установлен надгробный памятник.
- Увековечен на сайте МО РФ «Дорога памяти»[18]